# To digte af Henrik Ibsen
To digte af Henrik Ibsen is een compositie van de Noor Thorvald Lammers. Lammers deed het componeren er een beetje bij; zijn voornaamste werkzaamheden bestonden uit het zingen zelf; hij was een beroemde tenor in Noorwegen. Zo af en toe verscheen er een compositie van zijn hand. In dit geval zette hij twee gedichten van Henrik Ibsen om naar twee liederen. De twee liederen zijn van origine geschreven voor een mannenkoor van ambachtslieden uit Oslo, dat deelnam aan een koorfestival te Trondheim in 1883 ("6te store sangerfest 1883 i Trondheim"). Zo’n festival was een uitgelezen gelegenheid om liederen stevig te kunnen brengen. Er waren destijds wel veel koren in Noorwegen, maar de beschikbare mankracht was niet altijd even groot en de zangers moesten van heinde en verre komen. 
De twee gedichten die Lammers gebruikte zijn:
- Ederfuglen, een gedicht uit 1851 over de eider.
- Sølvet (det er sig saa ædelt et Malm) uit 1857, de eerste regel van het gedicht werd gehaald uit Olaf Liljekrans, een toneelstuk van Ibsen; een gedicht gaat over zilver.

Van Sølvet is ook een versie voor zangstem en piano. Van het totale werk is er ook een versie voor zangstem en kamerorkest.